# Фридом (Dragon 2)
«Фридом» (англ. Freedom; в пер. с англ. — «свобода») — многоразовый транспортный космический корабль SpaceX, четвертый корабль Dragon 2 совершивший пилотируемый полёт. Впервые запущен 27 апреля 2022 года в рамках миссии SpaceX Crew-4. Назван получил 23 марта 2022 в честь фундаментального права человека .

## Полёты
C апреля 2022 совершил 4 полета, общей продолжительностью более 370 дней.
| № | Название      | Эмблема | Дата старта      | Дата посадки    | Продолжительность | Цель миссии                 | Экипаж взлёта                                                       | Экипаж посадки                                                      |
| - | ------------- | ------- | ---------------- | --------------- | ----------------- | --------------------------- | ------------------------------------------------------------------- | ------------------------------------------------------------------- |
| 1 | SpaceX Crew-4 |         | 27 апреля 2022   | 14 октября 2022 | 170 дней 13 ч 2 м | Cмена экипажа МКС.          | Челл Линдгрен Роберт Хайнс Саманта Кристофоретти Джессика Уоткинс   | Челл Линдгрен Роберт Хайнс Саманта Кристофоретти Джессика Уоткинс   |
| 2 | SpaceX AX-2   |         | 21 мая 2023      | 31 мая 2023     | 9 дней 5 ч 27 м   | Туристическая миссия к МКС. | Пегги Уитсон Джон Шоффнер Али Аль-Карни Райяна Барнави              | Пегги Уитсон Джон Шоффнер Али Аль-Карни Райяна Барнави              |
| 3 | SpaceX AX-3   |         | 18 января 2024   | 9 февраля 2024  | 21 день 15 ч 40 м | Туристическая миссия к МКС. | Майкл Лопес-Алегрия Вальтер Вилладеи Альпер Гезеравджи Маркус Вандт | Майкл Лопес-Алегрия Вальтер Вилладеи Альпер Гезеравджи Маркус Вандт |
| 4 | SpaceX Crew-9 |         | 28 сентября 2024 | 18 марта 2025   | 171 день 4 ч 39 м | Cмена экипажа МКС.          | Ник Хейг Александр Горбунов                                         | Ник Хейг Александр Горбунов Барри Уилмор Сунита Уильямс             |